# Sandkrug (Hatten)
Sandkrug (I, II und III) ist ein Ortsteil der Gemeinde Hatten im Landkreis Oldenburg, Niedersachsen.

## Geografie und Verkehrsanbindung
Sandkrug liegt zehn Kilometer südlich von Oldenburg unmittelbar nördlich der Osenberge und direkt an der Bundesautobahn 29 und hat eine eigene Autobahnausfahrt. Sandkrug besitzt einen Bahnhof an der Bahnstrecke Oldenburg–Osnabrück, der durch die NordWestBahn angefahren wird. Über diese Verbindung erreicht man mit dem RE18 Oldenburg in neun und Osnabrück in 81 Minuten.

## Geschichte
Das heutige Sandkrug fand unter dem Namen Streek seine erste urkundliche Erwähnung bereits im Jahr 1275 im Lehnsregister der Grafen von Oldenburg. Den Namen Sandkrug erhielt die Ortschaft, als vor den Dünen der Osenberge der Sandkrug, eine Station zur Verpflegung von Reisenden und Postreitern sowie ihrer Pferde, errichtet wurde. Eine solche wurde benötigt, nachdem die „Oldenburgische fahrende Post“ 1734 ihren Dienst aufnahm.
Nach dem Zweiten Weltkrieg stieg die Zahl der Einwohner von Sandkrug durch Flüchtlinge und Vertriebene aus den ehemaligen deutschen Ostgebieten stark an. So erhöhte sich in der Gemeinde Hatten, zu der auch Sandkrug gehört, die Einwohnerzahl von 3348 im Jahre 1939 auf 6938 im Jahre 1950. In Sandkrug wurden nach dem Krieg zahlreiche Flüchtlinge und Vertriebene auch in Wochenend- und Sommerhäusern der einheimischen Bevölkerung untergebracht, z. B. in der Straße „Am Waldesrand“.

## Kultur
In Sandkrug gab es ein Druckereimuseum, das 1989 eröffnet und 2016 wieder geschlossen wurde, nachdem der Gründer Horst Kolter im Jahr 2014 verstorben war.
Seit dem Jahr 2010 werden am Sandkruger Bahnhof ankommende Besucher durch eine bronzene Skulpturengruppe, genannt Osenzwerge, begrüßt. Dabei handelt es sich um eine künstlerische Umsetzung der regionalen Sage über ein in den Osenbergen wohnhaftes Zwergenvolk durch den ortsansässigen Künstler Johannes Cernota. Die Legende entstammt der 165. Sage im Deutschen Sagenbuch des Ludwig Bechstein.

## Bildung
In Sandkrug gibt es die Waldschule, in der sich eine Oberschule befindet. Die Schule hatte zu Beginn des Jahres 2014 etwa 640 Schüler. Ferner besteht eine Grundschule am Sommerweg.

## Wirtschaft
Bedingt durch die gute infrastrukturelle Anbindung Sandkrugs durch die Autobahn 29, konnte in unmittelbarer Nähe der Autobahnauffahrt ein großes Gewerbegebiet entstehen.

## Sport
Sandkrug beherbergt mehrere Sportvereine und zwei große Sportanlagen. Die zwei größten ortsansässigen Sportvereine sind die TSG Hatten-Sandkrug e. V., welche im Jahr 1982 gegründet wurde, und der Schwarz-Weiß Oldenburg, der sich mit seiner Fußball- und Tennisabteilung in Sandkrug niedergelassen hat. An der Schultredde liegt das Schul- und Sportzentrum, welches neben der Waldschule eine Vielzahl von Sportanlagen beherbergt, in welchen der überwiegende Teil des Sportangebotes der TSG Hatten-Sandkrug e. V. stattfindet. Vorzufinden sind ein Rasenplatz, ein Kleinfeld-Kunstrasenplatz, ein Beachvolleyball-Feld, ein Beachhandball-Feld, eine Boule-Anlage, eine Multifunktionsfläche mit Kunststoffuntergrund, auf welcher unter anderem Basketball oder Handball gespielt werden kann, eine 400-m-Kunststoffbahn (Tartanbahn) und weitere Leichtathletikanlagen (Hochsprunganlage, Weitsprunganlage, Stabhochsprunganlage, Speerwurfanlage, Abwurfring mit Käfig, Kugelstoß-Anlage). Diese Outdoor-Anlagen wurden 2019 und 2020 im Rahmen einer 1,3 Millionen schweren Sanierung des Schul- und Sportzentrums erneuert und am 4. September 2020 eröffnet.  Daneben ist am Schul- und Sportzentrum ein Skaterpark und eine Schwimmhalle vorzufinden. Kern des Komplexes bilden die beiden benachbarten Sporthallen, wovon eine bereits seit einigen Jahrzehnten von den Sportlerinnen und Sportlern genutzt wird und die andere in den Jahren 2015 und 2016 erbaut wurde. In diesem Zuge ist auch ein Multifunktionsraum in den Räumlichkeiten entstanden und das bereits vorher existierende Fitnessstudio Forum der TSG Hatten-Sandkrug e. V. wurde erneuert. Neben den Sportanlagen befindet sich die Geschäftsstelle der TSG Hatten-Sandkrug e. V. in dem Gebäudekomplex.
Im Ortskern liegt die Tennisanlage des Vereins Schwarz-Weiß Oldenburg. Direkt daran schließt sich entlang der Bahnstrecke in Richtung Osnabrück das Areal der Fußballabteilung des in Oldenburg beheimateten Vereins an, zu dem neben dem Vereinsgebäude ein Fußball-Rasenplatz und ein Fußball-Kunstrasenplatz gehören.
Neben diesen beiden großen Sportanlagen gibt es noch weitere Sportanlagen, wie die Anlagen des Schützenverein Sandkrug e. V. und die neben der Grundschule am Sommerweg gelegene Sporthalle, welche sich 2023 in Sanierung befindet.
Ein alljährlich im Januar stattfindendes lokales Sportereignis ist die von der Leichtathletikabteilung der TSG Hatten-Sandkrug e. V. organisierte Sandkruger Schleife, eine Laufveranstaltung, deren 13 km Neujahrslauf auch Teilnehmer aus dem weiteren Umland anzieht.

## Öffentlicher Personennahverkehr
Die Stadtbuslinien 315 und 325 der VWG fahren vom Oldenburger Hauptbahnhof über die Cloppenburger Straße, Sandkruger Straße und den Sandkruger Ortskern weiter nach Hatterwüsting. Zusätzlich verkehrt die Buslinie 277 zwischen Sandkrug und Kirchhatten über Sandhatten stündlich. Außerdem wird Sandkrug seit September 2015 von der Nachtbuslinie N41 bedient, die von der Oldenburger Innenstadt aus startet und zwischen Kreyenbrück und Sandkrug auf der Bundesautobahn A29 verkehrt. Zwischen dem Gewerbegebiet Sandkrug und der Haltestelle Berliner Straße in Hatterwüsting bedient diese Nachtbuslinie alle regulären Haltestellen der Linie 315, bevor sie über den Borchersweg in Tweelbäke zurück nach Oldenburg fährt. Die Nachtbuslinie verkehrt werktags 1 mal pro Nacht und wochenends wie feiertags 3 mal pro Nacht im Stundentakt.
Neben der Busanbindung ist Sandkrug mit seinem Bahnhof an die Bahnstrecke zwischen Osnabrück und Oldenburg angeschlossen, auf welcher der RE18 stündlich und zu Stoßzeiten halbstündlich verkehrt.